# Квалификације за Светско првенство у фудбалу 2002.
У Квалификацијама за Светско првенство у фудбалу 2002. учествују 202 репрезентације (укључујући Јужну Кореју и Јапан који су се аутоматски квалификовали као домаћини и Француску која се аутоматски квалификовала као бранилац титуле) од којих ће се 32 квалификовати за завршни турнир који ће се одржати у Јужној Кореји и Јапану.
Квалификације су у под покровитељством (ФИФА), организоване по континентима (Континенталним фудбалским конфедерацијама). Место у завршној фази зависи од успеха у квалификацијама, а број места зависи од јачине репрезентација тог континента.

## Квалификоване репрезентације
| Репрезентација    | Квалификована као                 | Датум квалификације | Преглед учешћа на турнирима1, 2                                                                     |
| ----------------- | --------------------------------- | ------------------- | --------------------------------------------------------------------------------------------------- |
| Јапан             | Домаћин                           | 31. мај 1996.       | 1 (1998)                                                                                            |
| Јужна Кореја      | Домаћин                           | 31. мај 1996.       | 5 (1954, 1986, 1990, 1994, 1998)                                                                    |
| Француска         | Бранилац титуле                   | 12. јул 1998.       | 10 (1930, 1934, 1938, 1954, 1958, 1966, 1978, 1982, 1986, 1998)                                     |
| Камерун           | Победник КАФ друго коло групе 1   | 1. јул 2001.        | 4 (1982, 1990, 1994, 1998)                                                                          |
| Јужна Африка      | Победник КАФ друго коло групе 5   | 1. јул 2001.        | 1 (1998)                                                                                            |
| Тунис             | Победник КАФ друго коло групе 4   | 15. јул 2001.       | 2 (1978, 1998)                                                                                      |
| Сенегал           | Победник КАФ друго коло групе 3   | 21. јул 2001.       | 0 (дебитант)                                                                                        |
| Нигерија          | Победник КАФ друго коло групе 2   | 29. јул 2001.       | 2 (1994, 1998)                                                                                      |
| Аргентина         | Победник у КОНМЕБОЛ групи         | 15. август 2001.    | 12 (1930, 1934, 1958, 1962, 1966, 1974, 1978, 1982, 1986, 1990, 1994, 1998)                         |
| Пољска            | Победник УЕФА групе 5             | 1. септембар 2001.  | 5 (1938, 1974, 1978, 1982, 1986)                                                                    |
| Шведска           | Победник УЕФА групе 4             | 5. септембар 2001.  | 9 (1934, 1938, 1950, 1958, 1970, 1974, 1978, 1990, 1994)                                            |
| Шпанија           | Победник УЕФА групе 7             | 5. септембар 2001.  | 10 (1934, 1950, 1962, 1966, 1978, 1982, 1986, 1990, 1994, 1998)                                     |
| Костарика         | Победник у КОНКАКАФ групи         | 5. септембар 2001.  | 1 (1990)                                                                                            |
| Русија            | Победник УЕФА групе 1             | 6. октобар 2001.    | 8 (19583, 19623, 19663, 19703, 19823, 19863, 19903, 1994)                                           |
| Данска            | Победник УЕФА групе 3             | 6. октобар 2001.    | 2 (1986, 1998)                                                                                      |
| Италија           | Победник УЕФА групе 8             | 6. октобар 2001.    | 14 (1934, 1938, 1950, 1954, 1962, 1966, 1970, 1974, 1978, 1982, 1986, 1990, 1994, 1998)             |
| Португалија       | Победник УЕФА групе 2             | 6. октобар 2001.    | 2 (1966, 1986)                                                                                      |
| Хрватска          | Победник УЕФА групе 6             | 6. октобар 2001.    | 1 (1998)                                                                                            |
| Енглеска          | Победник УЕФА групе 9             | 6. октобар 2001.    | 10 (1950, 1954, 1958, 1962, 1966, 1970, 1982, 1986, 1990, 1998)                                     |
| Сједињене Државе  | Трећепласирани у КОНКАКАФ групи   | 7. октобар 2001.    | 6 (1930, 1934, 1950, 1990, 1994, 1998)                                                              |
| Кина              | Победник АФК друго коло групе Б   | 7. октобар 2001.    | 0 (дебитант)                                                                                        |
| Саудијска Арабија | Победник АФК друго коло групе А   | 21. октобар 2001.   | 2 (1994, 1998)                                                                                      |
| Парагвај          | Четвртопласирани у КОНМЕБОЛ групи | 8. новембар 2001.   | 5 (1930, 1950, 1958, 1986, 1998)                                                                    |
| Мексико           | Другопласирани у КОНКАКАФ групи   | 11. новембар 2001.  | 11 (1930, 1950, 1954, 1958, 1962, 1966, 1970, 1978, 1986, 1994, 1998)                               |
| Белгија           | Победник у УЕФА баражу            | 14. новембар 2001.  | 10 (1930, 1934, 1938, 1954, 1970, 1982, 1986, 1990, 1994, 1998)                                     |
| Немачка           | Победник у УЕФА баражу            | 14. новембар 2001.  | 14 (1934, 1938, 19544, 19584, 19624, 19664, 19704, 19744, 19784, 19824, 19864, 19904, 1994, 1998)   |
| Словенија         | Победник у УЕФА баражу            | 14. новембар 2001.  | 0 (дебитант)                                                                                        |
| Турска            | Победник у УЕФА баражу            | 14. новембар 2001.  | 1 (1954)                                                                                            |
| Еквадор           | Другопласирани у КОНМЕБОЛ групи   | 14. новембар 2001.  | 0 (дебитант)                                                                                        |
| Бразил            | Трећепласирани у КОНМЕБОЛ групи   | 14. новембар 2001.  | 16 (1930, 1934, 1938, 1950, 1954, 1958, 1962, 1966, 1970, 1974, 1978, 1982, 1986, 1990, 1994, 1998) |
| Ирска             | Победник у баражу УЕФА-АФК        | 15. новембар 2001.  | 2 (1990, 1994)                                                                                      |
| Уругвај           | Победник у баражу ОФК-КОНМЕБОЛ    | 25. новембар 2001.  | 9 (1930, 1950, 1954, 1962, 1966, 1970, 1974, 1986, 1990)                                            |

 Напомене:
1 Подебљана година означава првака у тој години
2 Коса година означава домаћина у тој години
3 као Совјетски Савез,
4 као Западна Немачка,.
| Конфедерација | Репрезентација стартовало | Репрезентације које су обезбедиле место | Елиминисане репрезентације | Укупан број места | Почетак квалификација | Крај квалификација |
| ------------- | ------------------------- | --------------------------------------- | -------------------------- | ----------------- | --------------------- | ------------------ |
| АФК           | 39+2                      | 2+2                                     | 37                         | 2+2               | 24. новембар 2000.    | 15. новембар 2001. |
| КАФ           | 51                        | 5                                       | 46                         | 5                 | 7. април 2000.        | 29. јул 2001.      |
| КОНКАКАФ      | 35                        | 3                                       | 32                         | 3                 | 4. март 2000.         | 11. новембар 2001. |
| КОНМЕБОЛ      | 10                        | 4                                       | 6                          | 4                 | 28. март 2000.        | 25. новембар 2001. |
| ОФК           | 12                        | 1                                       | 11                         | 1                 | 7. април 2001.        | 25. новембар 2001. |
| УЕФА          | 50+1                      | 14+1                                    | 36                         | 14+1              | 2. септембар 2000.    | 14. новембар 2001. |
| Укупно        | 199+3                     | 29+3                                    | 170                        | 29+3              | 4. март 2000.         | 25. новембар 2001. |